# Bertel Andrén
Bertel Andrén, född den 24 augusti 1879 i Göteborgs Kristine församling, Göteborg, död den 8 oktober 1969 i Farsta församling, Stockholm, var en svensk präst. Han var far till Olof och Nils Andrén.
Efter studier vid högre allmänna läroverket å Södermalm blev Andrén student vid Uppsala universitet (Stockholms nation) 1899. Han avlade teologisk-filosofisk examen 1900, teologie kandidatexamen 1904 och praktiska teologiska prov samma år. Andrén prästvigdes 1905, blev tillförordnad kapellpredikant i Guldsmedshyttan 1911, pastorsadjunkt i Adolf Fredriks församling i Stockholm 1911, i Jakobs församling 1914, tillförordnad föreståndare för diakonanstalten Stora Sköndal 1915 och ordinarie 1916. Han utnämndes till komminister i Ludvika 1916, tillträdde lönen men fick på egen begäran avsked samma år. Andrén återvände till Västerås stift som kyrkoadjunkt i Rättvik 1922 och blev andre komminister i Falun 1925. Han var preses vid prästmötet i Västerås 1943, där han framlade en avhandling om N.P. Wetterlund.